# Leo Stern
Leo Stern (născut Jonas Leib Stern; n. 26 martie 1901, Voloca pe Derelui, Cernăuți, Cernăuți, Ucraina – d. 2 ianuarie 1982, Halle (Saale), RDG) a fost un activist politic comunist, istoric și profesor universitar din Republica Democrată Germană, originar dintr-o familie de evrei din Bucovina.

## Biografie
Leo Stern s-a născut într-o familie evreiască numeroasă în Voloca, un sat din apropierea orașului Cernăuți, care pe atunci făcea parte din Imperiul Austro-Ungar. A fost cel mai tânăr dintre cei doisprezece copii ai familiei. A urmat școala primară și secundară la Cernăuți și, din cauza dificultăților financiare, a început să lucreze de la vârsta de zece ani pentru a-și susține studiile. A obținut diploma de Bacalaureat în 1921 și, în același an, a aderat la tineretul socialist din România. Unul din frații săi mai mari, Manfred Stern, a fost ofițer GRU, iar altul, Wolf Stern, fost istoric militar. 
În 1921 s-a mutat la Viena, unde a aplicat la facultate ca student străin, declarând cetățenia română. A început studiile la facultatea de drept și s-a înscris în SPÖ. În 1923 a devenit cetățean austriac. În 1925 a obținut un doctorat în Mercantilism.
În 1933 a trecut de la Partidul Social Democrat la Partidul Comunist. În timpul ascensiunii fasciste a participat în Războiul Civil Spaniol ca brigadist anti-Franco și, mai târziu, în al Doilea Război Mondial, a servit ca ofițer în Armata Roșie. După război, a obținut un grad avansat la Universitatea din Moscova și a devenit un istoric marxist renumit în Germania de Est, unde a activat ca profesor și rector al Universității Martin Luther din Halle-Wittenberg între 1953 și 1959. 
A decedat în 1982.